# Lucy Thwing
Lucy Thwing (auch Lucy de Thweng) (* 1278; † 8. Januar 1346) war eine englische Adlige.

## Leben
Lucy Thwing entstammte der Familie Thwing. Sie war die einzige Tochter von Sir Robert of Thwing, einem Ritter aus Danby in Yorkshire. Ihr Vater war der älteste Sohn von Marmaduke of Thwing, starb aber noch vor dem Tod ihres Großvaters 1279. Daraufhin wurde Lucy zur Erbin eines beträchtlichen Grundbesitzes, auch wenn der Großteil der Familienbesitzungen an ihren Onkel Marmaduke Thwing fiel. Dieser wurde ihr Vormund, bis Lucy auf Druck von König Eduard I. vor April 1295 mit William Latimer, einem Ritter des königlichen Haushalts verheiratet wurde. Dieser erbte 1304 die Besitzungen seines Vaters in Yorkshire und anderen Teilen Englands sowie den Titel Baron Latimer. Obwohl Lucy um 1301 einen Sohn bekam, war die Ehe unglücklich. Während Latimer im Schottischen Unabhängigkeitskrieg kämpfte, wurde Lucy, offenbar mit ihrem Einverständnis, von Robert Constable, Stephen Hovel und anderen Rittern aus Kirkburn entführt. Die Entführung erregte beträchtliches Aufsehen. König Eduard I. wies seine obersten Richter an, den Fall streng zu ahnden. Während des aufwändigen Gerichtsverfahrens beteuerte Constable seine Unschuld, worauf 1305 offenbar Lucys Onkel Marmaduke Thwing als Urheber der Entführung angeklagt wurde. Im April 1305 erlaubte das Gericht Latimer, seine Frau zurückzuholen. Dieser bat den Sheriff von Yorkshire, Lucy zu ergreifen und zurück zu seinem Wohnsitz Brunne Manor in Yorkshire zu bringen. Lucy dagegen wandte sich an Erzbischof Thomas of Corbridge von York und bat um Aufhebung der Ehe. Als Begründung gab sie eine zu enge Verwandtschaft mit Latimer, aber auch dessen Grausamkeit an. Gegenseitige Beschuldigungen verhinderten aber eine rasche Auflösung der Ehe. Im April 1307 wurde Lucy vorgeworfen, ein uneheliches Verhältnis mit Nicholas Meynell (auch Meinill) aus Whorlton zu haben. Mit diesem hatte sie tatsächlich ein gemeinsames Kind, und die Affäre führte zu einer Fehde und zu Prozessen zwischen Meynell und Latimer. 1309 wurde Lucy verurteilt, sich nach Watton Priory zurückzuziehen, um Buße zu tun. Offensichtlich kam sie dieser Aufforderung nicht nach, doch im Januar 1310 beendeten Meynell und sie offiziell ihr Verhältnis. Beide zahlten zur Strafe je £ 40 zugunsten des Baus von York Minster. Vor dem 22. Juli 1312 wurde Lucys Ehe mit Latimer schließlich offiziell aufgehoben. Dafür musste sie 1311 ihre ererbten Besitzungen Danby sowie Bozeat in Northamptonshire der Krone übergeben. Die Krone übergab die Güter zur lebenslangen Nutzung an Latimer. Erst nach seinem Tod sollten sie wieder an die Erben von Lucy fallen. Nach ihrer Scheidung heiratete Lucy Sir Robert de Everingham, einen jüngeren Bruder von Adam de Everingham, einem Ritter des königlichen Haushalts. Daraufhin entführte sie der enttäuschte Nicholas Meynell Ende 1312 aus Everingham. Lucy und Meynell vereinbarten, dass ihr gemeinsamer Sohn ihr Gut Yarm erben würde, während ihre anderen Güter an Everingham bzw. dessen Erben fallen sollten. Daraufhin konnte Lucy schon bald nach ihrer Entführung nach Everingham zurückkehren. Nachdem Robert de Everingham 1316 im Krieg mit Schottland gefallen war, heiratete Lucy vor 1318 in dritter Ehe Sir Barthalomew de Fanacourt. Everinghams Bruder und Erbe Adam de Everingham überließ Fanacourt Lucys Güter zur lebenslangen Nutzung. Nach Lucys Tod wurde sie in Guisborough neben ihrem zweiten Ehemann Robert de Everingham begraben. Fanacourt übergab 1346 ihre verbliebenen Güter Kirkburn und Brotton sowie einige andere Rechte gegen eine jährliche Rente von £ 100 an Adam de Everingham.

## Nachkommen
Mit ihrem ersten Ehemann William Latimer hatte Lucy Thwing mindestens einen Sohn:
- William Latimer, 3. Baron Latimer (um 1301–1335)

Aus ihrer Beziehung mit Nicholas Meynell hatte sie einen weiteren Sohn:
- Nicholas Meynell

Ihre beiden Ehen mit Robert de Everingham und Barthalomew de Fanacourt waren kinderlos geblieben.